# Льюис, Джордж Генри
Джордж Генри Льюис (англ. George Henry Lewes; 18 апреля 1817, Лондон — 30 ноября 1878, там же) — британский писатель, философ, литературный и театральный критик. Был известен необычными для своего времени идеями, выступая с позиций позитивизма, дарвинизма и религиозного скептицизма, а также открытым сожительством с писательницей Мэри Энн Эванс, писавшей под псевдонимом Джордж Элиот, на которой никогда не был женат.

## Биография
Был незаконнорождённым ребёнком малоизвестного поэта. Когда ему было шесть лет, его мать вышла замуж за капитана морского судна; вследствие этого семья часто переезжала, поэтому Льюис учился в школах разных английских городов. В юности Льюис хотел посвятить себя коммерции или медицине, затем всерьёз решил стать актёром и с 1841 по 1850 год несколько раз выступал на театральной сцене, но в итоге решил изучать науку, литературу и философию; ещё в 1836 году он основал собственный кружок по изучению философии, а два года спустя на некоторое время уехал в Германию — возможно, также для изучения философии. Благодаря дружбе с Ли Хантом он смог войти в литературное общество Лондона, познакомившись со многими известными писателями своего времени.
В 1841 году женился, но в 1851 году встретился с Мэри Энн Эванс, в которую влюбился и с которой с 1854 года стал сожительствовать, заключив с законной женой соглашение об открытом браке. При этом Льюис не делал из всего этого тайны, что привело к многочисленным скандалам в обществе.
Льюис оставил большое количество философских и литературоведческих трудов, из которых важнейшим считается написанная в 1855 году биография Гёте (Life of Goethe).

## Публикации
- The Biographical History of Philosophy (1846). — Adamant Media, 2002. — ISBN 0-543-96985-1
- The Spanish Drama (1846)
- Ranthorpe (1847). — Adamant Media, 2005. — ISBN 1-4021-7564-7
- Rose, Blanche and Violet (1848)
- Robespierre (1849)
- Comte’s Philosophy of the Sciences (1853). — Adamant Media, 2000. — ISBN 1-4021-9950-3
- Life of Goethe (1855). — Adamant Media, 2000. — ISBN 0-543-93077-7
  - Жизнь И. Вольфганга Гете : [в 2 ч.] / Пер. со второго англ. под ред. А. Н. Неведомскаго. — СПб., 1867. Ч. 1, Ч. 2
- Seaside Studies (1858)
- Physiology of Common Life («Физиология общей жизни», 1859)
- Studies in Animal Life («Изучение жизни животных», 1862)
- Aristotle, A Chapter from the History of Science (1864). — Adamant Media, 2001. — ISBN 0-543-81753-9
- Actors and Acting (1875)
- The Problems of Life and Mind (в пяти книгах)
  - First Series: The Foundations of a Creed, Volume 1 (1875). — Kessinger Publishing, 2004. — ISBN 1-4179-2555-8
  - First Series: The Foundations of a Creed, Volume 2 (1875). — University of Michigan Library. — ISBN 1-4255-5578-0
  - Second Series: The Physical Basis of Mind (1877)
  - Third Series, Volume 1: The Study of Psychology: Its Object, Scope, and Method (1879)
  - Third Series, Volume 2 (1879)
  - Вопросы о жизни и духе. — Изд. 2-е. — М. : ЛИБРОКОМ, 2012. — 466 с. — (Из наследия мировой философской мысли: теория познания) — ISBN 978-5-397-02824-0
- New Quarterly. — London, October 1879
- J. W. Cross. George Eliot’s Life as Related in Her Letters and Journals (в 3-х томах). — New York, 1885.